# Какуті (Кобулеті)
Какуті (груз. ქაქუთი) — село в Грузії.
За даними перепису населення 2014 року в селі проживає 1211 осіб.